# Prodidomus robustus
Espèce
Prodidomus robustus est une espèce d'araignées aranéomorphes de la famille des Prodidomidae.

## Distribution
Cette espèce se rencontre à Djibouti et en Érythrée,.

## Description
La femelle holotype mesure 5,5 mm.
La femelle décrite par Cooke en 1964 mesure 5,75 mm.

## Systématique et taxinomie
Cette espèce a été décrite par Dalmas en 1919.

## Publication originale
- Dalmas, 1919 : « Synopsis des araignées de la famille des Prodidomidae. » Annales de la Société Entomologique de France, vol. 87, p. 290-340 (texte intégral).